# Liga Europea de la EHF 2023-24
La Liga Europea de la EHF 2023-24 es la 43.ª edición de la segunda competición de balonmano de clubes más importante a nivel europeo, y la cuarta con la denominación de Liga Europea de la EHF.
Para la temporada 2023-24 se produjo una restructuración de la fase de grupos, pasando a 32 equipos distribuidos en 8 grupos.
El defensor del título es el Füchse Berlin, que venció por 36-31 al Club Balonmano Granollers en la final de la temporada anterior.

## Fase clasificatoria
El sorteo de la fase de clasificación se conoció el 18 de julio de 2023:
| Equipo 1                  | Agr.  | Equipo 2              | Ida   | Vuelta |
| ------------------------- | ----- | --------------------- | ----- | ------ |
| Ystads IF                 | 49-63 | TSV Hannover-Burgdorf | 28-33 | 21-30  |
| RK Trimo Trebnje          | 57-58 | ABC Braga             | 31-29 | 26-29  |
| Águas Santas Milaneza     | 43-44 | Pfadi Winterthur      | 24-22 | 19-22  |
| RK Vardar                 | 58-71 | Rhein-Neckar Löwen    | 25-34 | 33-37  |
| HC Dobrogea Sud Constanța | 52-51 | BM Granollers         | 27-29 | 25-22  |

## Fase de grupos

### Grupo A
| Equipo             | J | G | E | P | GF  | GC  | DG  | PTS |
| ------------------ | - | - | - | - | --- | --- | --- | --- |
| HBC Nantes         | 6 | 5 | 0 | 1 | 201 | 177 | +24 | 10  |
| Rhein-Neckar Löwen | 6 | 5 | 0 | 1 | 198 | 177 | +21 | 10  |
| SL Benfica         | 6 | 2 | 0 | 4 | 194 | 210 | -16 | 4   |
| IFK Kristianstad   | 6 | 0 | 0 | 6 | 162 | 191 | -29 | 0   |

- Resultados

| Fecha      | Hora  | Partido            | Partido | Partido            | Resultado |
| ---------- | ----- | ------------------ | ------- | ------------------ | --------- |
| 17.10.2023 | 18:45 | IFK Kristianstad   | -       | Rhein-Neckar Löwen | 20-26     |
| 17.10.2023 | 20:45 | HBC Nantes         | -       | SL Benfica         | 37-28     |
| 24.10.2023 | 18:45 | Rhein-Neckar Löwen | -       | HBC Nantes         | 36-32     |
| 24.10.2023 | 18:45 | SL Benfica         | -       | IFK Kristianstad   | 36-33     |
| 14.11.2023 | 18:45 | IFK Kristianstad   | -       | HBC Nantes         | 27-31     |
| 14.11.2023 | 20:45 | SL Benfica         | -       | Rhein-Neckar Löwen | 35-36     |
| 21.11.2023 | 18:45 | Rhein-Neckar Löwen | -       | SL Benfica         | 39-30     |
| 21.11.2023 | 20:45 | HBC Nantes         | -       | IFK Kristianstad   | 31-27     |
| 28.11.2023 | 20:45 | Rhein-Neckar Löwen | -       | IFK Kristianstad   | 36-28     |
| 28.11.2023 | 20:45 | SL Benfica         | -       | HBC Nantes         | 34-38     |
| 05.12.2023 | 18:45 | IFK Kristianstad   | -       | SL Benfica         | 27-31     |
| 05.12.2023 | 20:45 | HBC Nantes         | -       | Rhein-Neckar Löwen | 32-25     |

### Grupo B
| Equipo                | J | G | E | P | GF  | GC  | DG  | PTS |
| --------------------- | - | - | - | - | --- | --- | --- | --- |
| TSV Hannover-Burgdorf | 6 | 5 | 1 | 0 | 192 | 164 | +28 | 11  |
| NMC Górnik Zabrze     | 6 | 3 | 1 | 2 | 179 | 171 | +8  | 7   |
| HC Kriens             | 6 | 1 | 2 | 3 | 179 | 180 | -1  | 4   |
| AEK Atenas            | 6 | 1 | 0 | 5 | 158 | 193 | -35 | 2   |

- Resultados

| Fecha      | Hora  | Partido               | Partido | Partido               | Resultado |
| ---------- | ----- | --------------------- | ------- | --------------------- | --------- |
| 17.10.2023 | 18:45 | HC Kriens             | -       | TSV Hannover-Burgdorf | 23-31     |
| 17.10.2023 | 18:45 | NMC Górnik Zabrze     | -       | AEK Atenas            | 30-21     |
| 24.10.2023 | 18:45 | AEK Atenas            | -       | HC Kriens             | 30-29     |
| 24.10.2023 | 20:45 | TSV Hannover-Burgdorf | -       | NMC Górnik Zabrze     | 34-28     |
| 14.11.2023 | 18:45 | TSV Hannover-Burgdorf | -       | AEK Atenas            | 31-25     |
| 14.11.2023 | 20:45 | NMC Górnik Zabrze     | -       | HC Kriens             | 32-28     |
| 21.11.2023 | 18:45 | AEK Atenas            | -       | TSV Hannover-Burgdorf | 29-34     |
| 21.11.2023 | 20:45 | HC Kriens             | -       | NMC Górnik Zabrze     | 30-30     |
| 28.11.2023 | 18:45 | TSV Hannover-Burgdorf | -       | HC Kriens             | 30-30     |
| 28.11.2023 | 18:45 | AEK Atenas            | -       | NMC Górnik Zabrze     | 26-30     |
| 05.12.2023 | 18:45 | HC Kriens             | -       | AEK Atenas            | 39-27     |
| 05.12.2023 | 20:45 | NMC Górnik Zabrze     | -       | TSV Hannover-Burgdorf | 29-32     |

### Grupo C
| Equipo             | J | G | E | P | GF  | GC  | DG  | PTS |
| ------------------ | - | - | - | - | --- | --- | --- | --- |
| IK Sävehof         | 6 | 5 | 1 | 0 | 207 | 160 | +47 | 11  |
| RK Gorenje Velenje | 6 | 2 | 1 | 3 | 182 | 170 | +12 | 5   |
| Rebi Cuenca        | 6 | 2 | 0 | 4 | 153 | 181 | -28 | 4   |
| Pfadi Winterthur   | 6 | 2 | 0 | 4 | 163 | 194 | -31 | 4   |

- Resultados

| Fecha      | Hora  | Partido            | Partido | Partido            | Resultado |
| ---------- | ----- | ------------------ | ------- | ------------------ | --------- |
| 17.10.2023 | 18:45 | RK Gorenje Velenje | -       | Pfadi Winterthur   | 34-26     |
| 17.10.2023 | 20:45 | Rebi Cuenca        | -       | IK Sävehof         | 22-30     |
| 24.10.2023 | 18:45 | IK Sävehof         | -       | RK Gorenje Velenje | 36-34     |
| 24.10.2023 | 20:45 | Pfadi Winterthur   | -       | Rebi Cuenca        | 32-28     |
| 14.11.2023 | 18:45 | RK Gorenje Velenje | -       | Rebi Cuenca        | 28-20     |
| 14.11.2023 | 20:45 | IK Sävehof         | -       | Pfadi Winterthur   | 41-20     |
| 21.11.2023 | 18:45 | Pfadi Winterthur   | -       | IK Sävehof         | 29-32     |
| 21.11.2023 | 20:45 | Rebi Cuenca        | -       | RK Gorenje Velenje | 28-27     |
| 28.11.2023 | 18:45 | Pfadi Winterthur   | -       | RK Gorenje Velenje | 32-31     |
| 28.11.2023 | 18:45 | IK Sävehof         | -       | Rebi Cuenca        | 40-27     |
| 05.12.2023 | 18:45 | RK Gorenje Velenje | -       | IK Sävehof         | 28-28     |
| 05.12.2023 | 20:45 | Rebi Cuenca        | -       | Pfadi Winterthur   | 28-24     |

### Grupo D
| Equipo                | J | G | E | P | GF  | GC  | DG  | PTS |
| --------------------- | - | - | - | - | --- | --- | --- | --- |
| RK Nexe Našice        | 6 | 5 | 0 | 1 | 215 | 172 | +43 | 10  |
| Skjern HB             | 6 | 4 | 0 | 2 | 191 | 172 | +19 | 8   |
| ABC Braga             | 6 | 2 | 0 | 4 | 173 | 188 | -15 | 4   |
| MŠK Považská Bystrica | 6 | 1 | 0 | 5 | 161 | 208 | -47 | 2   |

- Resultados

| Fecha      | Hora  | Partido               | Partido | Partido               | Resultado |
| ---------- | ----- | --------------------- | ------- | --------------------- | --------- |
| 17.10.2023 | 18:45 | MŠK Považská Bystrica | -       | ABC Braga             | 26-34     |
| 17.10.2023 | 20:45 | RK Nexe Našice        | -       | Skjern HB             | 39-25     |
| 24.10.2023 | 18:45 | Skjern HB             | -       | MŠK Považská Bystrica | 42-22     |
| 24.10.2023 | 20:45 | RK Nexe Našice        | -       | ABC Braga             | 38-28     |
| 14.11.2023 | 20:45 | MŠK Považská Bystrica | -       | RK Nexe Našice        | 28-39     |
| 14.11.2023 | 20:45 | ABC Braga             | -       | Skjern HB             | 25-32     |
| 21.11.2023 | 18:45 | Skjern HB             | -       | ABC Braga             | 32-25     |
| 21.11.2023 | 18:45 | RK Nexe Našice        | -       | MŠK Považská Bystrica | 35-28     |
| 28.11.2023 | 18:45 | Skjern HB             | -       | RK Nexe Našice        | 33-30     |
| 28.11.2023 | 20:45 | ABC Braga             | -       | MŠK Považská Bystrica | 31-26     |
| 05.12.2023 | 20:45 | MŠK Považská Bystrica | -       | Skjern HB             | 31-27     |
| 05.12.2023 | 20:45 | ABC Braga             | -       | RK Nexe Našice        | 30-34     |

### Grupo E
| Equipo                 | J | G | E | P | GF  | GC  | DG  | PTS |
| ---------------------- | - | - | - | - | --- | --- | --- | --- |
| SG Flensburg-Handewitt | 6 | 5 | 0 | 1 | 218 | 162 | +56 | 10  |
| Kadetten Schaffhausen  | 6 | 4 | 0 | 2 | 181 | 183 | -2  | 8   |
| Elverum Håndball       | 6 | 3 | 0 | 3 | 192 | 181 | +11 | 6   |
| RK Lovćen              | 6 | 0 | 0 | 6 | 141 | 206 | -65 | 0   |

- Resultados

| Fecha      | Hora  | Partido                | Partido | Partido                | Resultado |
| ---------- | ----- | ---------------------- | ------- | ---------------------- | --------- |
| 17.10.2023 | 18:45 | Elverum Håndball       | -       | RK Lovćen              | 37-25     |
| 17.10.2023 | 20:45 | SG Flensburg-Handewitt | -       | Kadetten Schaffhausen  | 46-32     |
| 24.10.2023 | 18:45 | Kadetten Schaffhausen  | -       | Elverum Håndball       | 32-30     |
| 24.10.2023 | 20:45 | RK Lovćen              | -       | SG Flensburg-Handewitt | 19-35     |
| 14.11.2023 | 18:45 | Elverum Håndball       | -       | SG Flensburg-Handewitt | 32-33     |
| 14.11.2023 | 20:45 | RK Lovćen              | -       | Kadetten Schaffhausen  | 26-29     |
| 21.11.2023 | 18:45 | Kadetten Schaffhausen  | -       | RK Lovćen              | 36-26     |
| 21.11.2023 | 20:45 | SG Flensburg-Handewitt | -       | Elverum Håndball       | 38-35     |
| 28.11.2023 | 20:45 | Kadetten Schaffhausen  | -       | SG Flensburg-Handewitt | 25-24     |
| 28.11.2023 | 20:45 | RK Lovćen              | -       | Elverum Håndball       | 26-27     |
| 05.12.2023 | 18:45 | SG Flensburg-Handewitt | -       | RK Lovćen              | 42-19     |
| 05.12.2023 | 20:45 | Elverum Håndball       | -       | Kadetten Schaffhausen  | 31-27     |

### Grupo F
| Equipo                | J | G | E | P | GF  | GC  | DG  | PTS |
| --------------------- | - | - | - | - | --- | --- | --- | --- |
| Bjerringbro-Silkeborg | 6 | 5 | 0 | 1 | 183 | 158 | +25 | 10  |
| RK Vojvodina          | 6 | 4 | 0 | 2 | 172 | 163 | +9  | 8   |
| RK Alkaloid           | 6 | 1 | 1 | 4 | 166 | 187 | -21 | 3   |
| BM Ciudad de Logroño  | 6 | 1 | 1 | 4 | 163 | 176 | -13 | 3   |

- Resultados

| Fecha      | Hora  | Partido               | Partido | Partido               | Resultado |
| ---------- | ----- | --------------------- | ------- | --------------------- | --------- |
| 17.10.2023 | 18:45 | Bjerringbro-Silkeborg | -       | BM Ciudad de Logroño  | 34-25     |
| 17.10.2023 | 20:45 | RK Alkaloid           | -       | RK Vojvodina          | 26-31     |
| 24.10.2023 | 20:45 | RK Vojvodina          | -       | Bjerringbro-Silkeborg | 29-28     |
| 24.10.2023 | 20:45 | RK Alkaloid           | -       | BM Ciudad de Logroño  | 29-29     |
| 14.11.2023 | 18:45 | RK Vojvodina          | -       | BM Ciudad de Logroño  | 24-25     |
| 14.11.2023 | 18:45 | RK Alkaloid           | -       | Bjerringbro-Silkeborg | 23-31     |
| 21.11.2023 | 20:45 | BM Ciudad de Logroño  | -       | RK Vojvodina          | 29-32     |
| 21.11.2023 | 20:45 | Bjerringbro-Silkeborg | -       | RK Alkaloid           | 35-31     |
| 28.11.2023 | 18:45 | RK Vojvodina          | -       | RK Alkaloid           | 34-29     |
| 28.11.2023 | 20:45 | BM Ciudad de Logroño  | -       | Bjerringbro-Silkeborg | 28-29     |
| 05.12.2023 | 18:45 | RK Alkaloid           | -       | BM Ciudad de Logroño  | 28-27     |
| 05.12.2023 | 18:45 | Bjerringbro-Silkeborg | -       | RK Vojvodina          | 26-22     |

### Grupo G
| Equipo                   | J | G | E | P | GF  | GC  | DG  | PTS |
| ------------------------ | - | - | - | - | --- | --- | --- | --- |
| Füchse Berlin            | 6 | 6 | 0 | 0 | 194 | 160 | +34 | 12  |
| Dinamo Bucarest          | 6 | 4 | 0 | 2 | 218 | 168 | +50 | 8   |
| Chambéry Savoie Handball | 6 | 2 | 0 | 4 | 181 | 181 | 0   | 4   |
| HRK Izviđač              | 6 | 0 | 0 | 6 | 150 | 234 | -84 | 0   |

- Resultados

| Fecha      | Hora  | Partido                  | Partido | Partido                  | Resultado |
| ---------- | ----- | ------------------------ | ------- | ------------------------ | --------- |
| 17.10.2023 | 18:45 | Füchse Berlin            | -       | Chambéry Savoie Handball | 24-22     |
| 17.10.2023 | 20:45 | Dinamo Bucarest          | -       | HRK Izviđač              | 52-24     |
| 24.10.2023 | 18:45 | HRK Izviđač              | -       | Füchse Berlin            | 22-34     |
| 24.10.2023 | 20:45 | Chambéry Savoie Handball | -       | Dinamo Bucarest          | 21-28     |
| 14.11.2023 | 20:45 | HRK Izviđač              | -       | Chambéry Savoie Handball | 27-40     |
| 14.11.2023 | 20:45 | Füchse Berlin            | -       | Dinamo Bucarest          | 33-30     |
| 21.11.2023 | 18:45 | Dinamo Bucarest          | -       | Füchse Berlin            | 32-33     |
| 21.11.2023 | 18:45 | Chambéry Savoie Handball | -       | HRK Izviđač              | 34-30     |
| 28.11.2023 | 18:45 | HRK Izviđač              | -       | Dinamo Bucarest          | 24-40     |
| 28.11.2023 | 18:45 | Chambéry Savoie Handball | -       | Füchse Berlin            | 31-36     |
| 05.12.2023 | 18:45 | Dinamo Bucarest          | -       | Chambéry Savoie Handball | 36-33     |
| 05.12.2023 | 20:45 | Füchse Berlin            | -       | HRK Izviđač              | 34-23     |

### Grupo H
| Equipo                    | J | G | E | P | GF  | GC  | DG  | PTS |
| ------------------------- | - | - | - | - | --- | --- | --- | --- |
| HC Dobrogea Sud Constanța | 6 | 4 | 1 | 1 | 172 | 158 | +14 | 9   |
| Sporting CP               | 6 | 4 | 0 | 2 | 199 | 158 | +41 | 8   |
| Tatabánya KC              | 6 | 3 | 0 | 3 | 175 | 171 | +4  | 6   |
| SPR Chrobry Głogów        | 6 | 0 | 1 | 5 | 138 | 197 | -59 | 1   |

- Resultados

| Fecha      | Hora  | Partido                   | Partido | Partido                   | Resultado |
| ---------- | ----- | ------------------------- | ------- | ------------------------- | --------- |
| 17.10.2023 | 18:45 | Tatabánya KC              | -       | HC Dobrogea Sud Constanța | 24-29     |
| 17.10.2023 | 20:45 | Sporting CP               | -       | SPR Chrobry Głogów        | 37-20     |
| 24.10.2023 | 18:45 | SPR Chrobry Głogów        | -       | Tatabánya KC              | 25-30     |
| 24.10.2023 | 20:45 | HC Dobrogea Sud Constanța | -       | Sporting CP               | 29-28     |
| 14.11.2023 | 18:45 | Tatabánya KC              | -       | Sporting CP               | 31-29     |
| 14.11.2023 | 20:45 | HC Dobrogea Sud Constanța | -       | SPR Chrobry Głogów        | 29-18     |
| 21.11.2023 | 18:45 | SPR Chrobry Głogów        | -       | HC Dobrogea Sud Constanța | 29-29     |
| 21.11.2023 | 20:45 | Sporting CP               | -       | Tatabánya KC              | 36-28     |
| 28.11.2023 | 18:45 | HC Dobrogea Sud Constanța | -       | Tatabánya KC              | 28-25     |
| 28.11.2023 | 20:45 | SPR Chrobry Głogów        | -       | Sporting CP               | 22-35     |
| 05.12.2023 | 18:45 | Tatabánya KC              | -       | SPR Chrobry Głogów        | 37-24     |
| 05.12.2023 | 20:45 | Sporting CP               | -       | HC Dobrogea Sud Constanța | 34-28     |

## Main Round

### Grupo I
| Equipo                | J | G | E | P | GF  | GC  | DG  | PTS |
| --------------------- | - | - | - | - | --- | --- | --- | --- |
| HBC Nantes            | 6 | 5 | 0 | 1 | 197 | 164 | +33 | 10  |
| Rhein-Neckar Löwen    | 6 | 4 | 0 | 2 | 173 | 166 | +7  | 8   |
| TSV Hannover-Burgdorf | 6 | 2 | 0 | 4 | 174 | 187 | -13 | 4   |
| NMC Górnik Zabrze     | 6 | 1 | 0 | 5 | 154 | 181 | -27 | 2   |

- Resultados

| Fecha      | Hora  | Partido               | Partido | Partido               | Resultado |
| ---------- | ----- | --------------------- | ------- | --------------------- | --------- |
| 13.02.2024 | 18:45 | TSV Hannover-Burgdorf | -       | HBC Nantes            | 32-38     |
| 13.02.2024 | 20:45 | NMC Górnik Zabrze     | -       | Rhein-Neckar Löwen    | 29-26     |
| 20.02.2024 | 20:45 | Rhein-Neckar Löwen    | -       | TSV Hannover-Burgdorf | 27-26     |
| 20.02.2024 | 20:45 | HBC Nantes            | -       | NMC Górnik Zabrze     | 31-23     |
| 27.02.2024 | 20:45 | TSV Hannover-Burgdorf | -       | Rhein-Neckar Löwen    | 24-32     |
| 27.02.2024 | 20:45 | NMC Górnik Zabrze     | -       | HBC Nantes            | 22-31     |
| 05.03.2024 | 18:45 | Rhein-Neckar Löwen    | -       | NMC Górnik Zabrze     | 27-23     |
| 05.03.2024 | 20:45 | HBC Nantes            | -       | TSV Hannover-Burgdorf | 33-26     |

### Grupo II
| Equipo             | J | G | E | P | GF  | GC  | DG  | PTS |
| ------------------ | - | - | - | - | --- | --- | --- | --- |
| Skjern HB          | 6 | 4 | 0 | 2 | 194 | 185 | +9  | 8   |
| IK Sävehof         | 6 | 3 | 1 | 2 | 187 | 181 | +6  | 7   |
| RK Nexe Našice     | 6 | 3 | 1 | 2 | 187 | 174 | +13 | 7   |
| RK Gorenje Velenje | 6 | 0 | 2 | 4 | 171 | 199 | -28 | 2   |

- Resultados

| Fecha      | Hora  | Partido            | Partido | Partido            | Resultado |
| ---------- | ----- | ------------------ | ------- | ------------------ | --------- |
| 13.02.2024 | 18:45 | Skjern HB          | -       | RK Gorenje Velenje | 45-31     |
| 13.02.2024 | 20:45 | RK Nexe Našice     | -       | IK Sävehof         | 29-28     |
| 20.02.2024 | 18:45 | RK Gorenje Velenje | -       | RK Nexe Našice     | 27-27     |
| 20.02.2024 | 18:45 | IK Sävehof         | -       | Skjern HB          | 27-29     |
| 27.02.2024 | 18:45 | Skjern HB          | -       | IK Sävehof         | 33-34     |
| 27.02.2024 | 20:45 | RK Nexe Našice     | -       | RK Gorenje Velenje | 34-27     |
| 05.03.2024 | 18:45 | IK Sävehof         | -       | RK Nexe Našice     | 34-28     |
| 05.03.2024 | 18:45 | RK Gorenje Velenje | -       | Skjern HB          | 24-29     |

### Grupo III
| Equipo                 | J | G | E | P | GF  | GC  | DG  | PTS |
| ---------------------- | - | - | - | - | --- | --- | --- | --- |
| SG Flensburg-Handewitt | 6 | 5 | 0 | 1 | 231 | 167 | +64 | 10  |
| Bjerringbro-Silkeborg  | 6 | 3 | 0 | 3 | 178 | 197 | -19 | 6   |
| Kadetten Schaffhausen  | 6 | 2 | 0 | 4 | 168 | 188 | -20 | 4   |
| RK Vojvodina           | 6 | 2 | 0 | 4 | 155 | 180 | -25 | 4   |

- Resultados

| Fecha      | Hora  | Partido                | Partido | Partido                | Resultado |
| ---------- | ----- | ---------------------- | ------- | ---------------------- | --------- |
| 13.02.2024 | 18:45 | Kadetten Schaffhausen  | -       | RK Vojvodina           | 27-24     |
| 13.02.2024 | 20:45 | SG Flensburg-Handewitt | -       | Bjerringbro-Silkeborg  | 38-28     |
| 20.02.2024 | 18:45 | RK Vojvodina           | -       | SG Flensburg-Handewitt | 26-36     |
| 20.02.2024 | 18:45 | Bjerringbro-Silkeborg  | -       | Kadetten Schaffhausen  | 36-30     |
| 27.02.2024 | 18:45 | SG Flensburg-Handewitt | -       | RK Vojvodina           | 42-30     |
| 27.02.2024 | 18:45 | Kadetten Schaffhausen  | -       | Bjerringbro-Silkeborg  | 33-34     |
| 05.03.2024 | 18:45 | Bjerringbro-Silkeborg  | -       | SG Flensburg-Handewitt | 26-45     |
| 05.03.2024 | 20:45 | RK Vojvodina           | -       | Kadetten Schaffhausen  | 24-21     |

### Grupo IV
| Equipo                    | J | G | E | P | GF  | GC  | DG  | PTS |
| ------------------------- | - | - | - | - | --- | --- | --- | --- |
| Sporting CP               | 6 | 5 | 0 | 1 | 192 | 176 | +16 | 10  |
| Füchse Berlin             | 6 | 4 | 0 | 2 | 192 | 186 | +6  | 8   |
| Dinamo Bucarest           | 6 | 2 | 0 | 4 | 188 | 180 | +8  | 4   |
| HC Dobrogea Sud Constanța | 6 | 1 | 0 | 5 | 165 | 195 | -30 | 2   |

- Resultados

| Fecha      | Hora  | Partido                   | Partido | Partido                   | Resultado |
| ---------- | ----- | ------------------------- | ------- | ------------------------- | --------- |
| 13.02.2024 | 18:45 | HC Dobrogea Sud Constanța | -       | Füchse Berlin             | 29-32     |
| 13.02.2024 | 20:45 | Sporting CP               | -       | Dinamo Bucarest           | 35-33     |
| 20.02.2024 | 18:45 | Füchse Berlin             | -       | Sporting CP               | 31-32     |
| 20.02.2024 | 18:45 | Dinamo Bucarest           | -       | HC Dobrogea Sud Constanța | 33-23     |
| 27.02.2024 | 18:45 | HC Dobrogea Sud Constanța | -       | Dinamo Bucarest           | 25-33     |
| 27.02.2024 | 20:45 | Sporting CP               | -       | Füchse Berlin             | 32-28     |
| 05.03.2024 | 18:45 | Dinamo Bucarest           | -       | Sporting CP               | 27-31     |
| 05.03.2024 | 20:45 | Füchse Berlin             | -       | HC Dobrogea Sud Constanța | 35-31     |

## Fase eliminatoria

### Playoffs
| Equipo 1              | Agr.  | Equipo 2              | Ida   | Vuelta |
| --------------------- | ----- | --------------------- | ----- | ------ |
| RK Nexe Našice        | 48-55 | Rhein-Neckar Löwen    | 19-24 | 29-31  |
| TSV Hannover-Burgdorf | 59-64 | IK Sävehof            | 34-30 | 25-34  |
| Dinamo Bucarest       | 64-58 | Bjerringbro-Silkeborg | 37-34 | 27-24  |
| Kadetten Schaffhausen | 56-66 | Füchse Berlin         | 28-32 | 28-34  |

### Cuartos de final
| Equipo 1           | Agr.  | Equipo 2               | Ida   | Vuelta |
| ------------------ | ----- | ---------------------- | ----- | ------ |
| Füchse Berlin      | 70-63 | HBC Nantes             | 33-33 | 37-30  |
| Dinamo Bucarest    | 66-61 | Skjern HB              | 28-27 | 38-34  |
| IK Sävehof         | 59-69 | SG Flensburg-Handewitt | 30-41 | 29-28  |
| Rhein-Neckar Löwen | 60-58 | Sporting CP            | 32-29 | 28-29  |

## Final Four
|  | Semifinales            | Semifinales   |                        |    | Final | Final |
|  |                        |               |                        |    |       |       |
|  | 25 de mayo             |               |                        |    |       |       |
|  |                        |               |                        |    |       |       |
|  | SG Flensburg-Handewitt | 38            |                        |    |       |       |
|  | SG Flensburg-Handewitt | 38            | 26 de mayo             |    |       |       |
|  | Dinamo Bucarest        | 32            |                        |    |       |       |
|  | Dinamo Bucarest        | 32            | SG Flensburg-Handewitt | 36 |       |       |
|  | 25 de mayo             |               | SG Flensburg-Handewitt | 36 |       |       |
|  |                        | Füchse Berlin | 31                     |    |       |       |
|  | Rhein-Neckar Löwen     | Füchse Berlin | 31                     | 24 |       |       |
|  | Rhein-Neckar Löwen     |               |                        | 24 |       |       |
|  | Füchse Berlin          | 33            |                        |    |       |       |
|  | Füchse Berlin          | 33            | 3º Puesto              |    |       |       |
|  |                        |               |                        |    |       |       |
|  | 26 de mayo             |               |                        |    |       |       |
|  |                        |               |                        |    |       |       |
|  | Dinamo Bucarest        | 31            |                        |    |       |       |
|  | Dinamo Bucarest        | 31            |                        |    |       |       |
|  | Rhein-Neckar Löwen     | 32            |                        |    |       |       |

| Liga Europea de la EHF 2023-24    |
| --------------------------------- |
|                                   |
| SG Flensburg-Handewitt 2.o Título |